# 輸送力
輸送力（ゆそうりょく）とは、交通機関が単位時間に運びうる人数（または重量）である。
一般には、鉄道など決まった運転系統を持つものに対し、一定区間について算出されることが多い。たとえば鉄道に関して用いられる場合、ある断面の輸送力は、そこを通る列車の頻度（単位時間あたりの本数）と列車の収容力の積である。実際に運んだ人数（または重量）である輸送量とは異なり、能力を表すものである。

## 輸送力増強
旅客鉄道の場合でいえば、列車の収容力は車両ごとの定員に列車の編成両数を乗じたものであり、輸送力はこれに単位時間あたりの本数を掛けたものとなる。したがって輸送力の増強には、車両ごとの定員の増大（2階建て化など）、編成の長大化、運転時隔の短縮の3つの可能性があることになる。